# The Dixie Cups
The Dixie Cups es un grupo femenino estadounidense de música pop, que gozó de fama durante los años 1960s. Entre sus sencillos más conocidos y vendidos destacan "Chapel of Love", "People Say", e "Iko Iko".

## Carrera
El grupo alcanzó a entrar en los diez primeros puestos de las listas de éxito en 1964 con "Chapel of Love", una canción que Phil Spector, Jeff Barry y Ellie Greenwich habían escrito originalmente para The Ronettes. El trío estaba compuesto por las hermanas Barbara Ann y Rosa Lee Hawkins y su prima Joan Marie Johnson, provenientes de Nueva Orleans. Comenzaron cantando juntas en la escuela primaria. Originalmente, su nombre era Little Miss and the Muffets, pero más tarde pasaron a llamarse The Dixie Cups previamente a su primer lanzamiento.
En 1963, el trío decidió empezar una carrera profesional en la industria de la música e iniciaron a presentarse de forma local bajo el nombre de The Meltones. Dentro de un año, el exitoso cantante Joe Jones, quién llegó a posicionarse dentro del "Top 5" en 1960 con el sencillo "You Talk Too Much", se convirtió en su representante. Después de trabajar con ellas durante cinco meses, Jones las llevó hasta Nueva York, donde los productores discográfico/compositores Jerry Leiber y Mike Stoller las hicieron firmar con ellos un contrato discográfico con Red Bird Records.
El sencillo debut de The Dixie Cups, "Chapel of Love", se convirtió en su sencillo más exitoso, el cual alcanzó el puesto #1 en los Billboard Hot 100 en junio de 1964. "Chapel of Love" vendió cerca de un millón de copias y recibió la certificación de disco de oro. En 1987, la canción "Chapel of Love" apareció en la banda sonora de la película de 1987 Full Metal Jacket y posteriormente, en la cinta El padre de la novia de 1991. El sencillo fue incluido en el puesto #279 en una edición especial de la revista Rolling Stone publicado en diciembre de 2004, titulado Las 500 mejores canciones de todos los tiempos. Entre otros sencillos que lograron ingresar en las listas de éxitos, cabe mencionar "People Say" (#12, 1964), "You Should Have Seen the Way He Looked at Me" (#39, 1964), "Little Bell" (#51, 1965), e "Iko Iko" (#20, 1965).
"Iko Iko", una canción tradicional de Nueva Orleans, fue grabada en 1964 pero más tarde fue publicada como sencillo a comienzos de 1965. Barbara Hawkins había escuchado a su abuela cantar dicha canción, grabada en 1953 como "Jock-a-Mo" por James "Sugar Boy" Crawford". Barbara Hawkins dijo: 

"Estábamos solo haciendo payasadas con eso durante una sesión usando baquetas y ceniceros. No nos dimos cuenta que Jerry y Mike tenían las cintas grabando".

 Leiber y Stoller agregaron el sonido de una línea de bajo y percusión, y lo publicaron. Fue el quinto y último éxito del trío femenino.
En 1965, The Dixie Cups comenzaron a trabajar con otra discográfica, ABC-Paramount antes de comenzar una pausa indefinida en sus carreras en 1966. En 1974, las hermanas Hawkins se mudaron de Nueva York a Nueva Orleans, donde ambas empezaron a llevar exitosas carreras. Las Hawkins también trabajaron como maquilladoras. The Dixie Cups continuaron haciendo giras como trío junto a otra cantante proveniente de Nueva Orleans, Beverly Brown, como reemplazo de Joan Johnson quien se convirtió en testigo de Jehová y dejó su carrera como cantante. Brown quien había grabado dos álbumes de estudio a comienzos de 1960 se convirtió oficialmente en la tercera integrante del grupo, hasta que a inicios de los 80s enfermó y fue posteriormente reemplazada por Dale Mickle. El trío continuó realizando presentaciones y haciendo apariciones personales. La actual alineación está conformada por las hermanas Hawkins junto a Athelgra Neville, hermana de los integrantes del grupo The Neville Brothers.
El 29 de agosto de 2005, el Huracán Katrina arrasó Louisiana, inundando y aplanando gran parte de Nueva Orleans, lo que obligó a Barbara y a Rosa Hawkins a mudarse y reubicarse posteriormente en Florida. Joan Johnson se trasladó a Texas. Dos años después, en abril de 2007, el Salón de la Fama de la Música de Louisiana rindió homenaje a The Dixie Cups por su contribución a la música de dicho estado.
Joan Marie Johnson falleció en Nueva Orleans a causa de una insuficiencia cardíaca congestiva el 3 de octubre de 2016, a la edad de 72 años. Rosa Lee Hawkins murió por complicaciones derivadas de una intervención quirúrgica el 11 de enero de 2022, a la edad de 76 años.

## Discografía

### Sencillos
- "Chapel of Love" b/w "Ain't That Nice" (1964) Red Bird Records / U.S. Chart (Billboard) #1[5] UK #22[6] Canada RPM #1
- "People Say" b/w "Girls Can Tell" (1964) Red Bird Records/ U.S. Chart (Billboard) #12[5] R&B #7[7] Canada RPM #7
- "You Should Have Seen The Way He Looked At Me" b/w "No True Love" (1964) Red Bird Records/ U.S. Chart (Billboard) #39[5] Canada RPM #20
- "Little Bell" b/w "Another Boy Like Mine" (1964) Red Bird Records/ U.S. Chart (Billboard) #51[5] R&B #21[7]
- "Iko Iko" b/w "I'm Gonna Get You Yet"  (1965) Red Bird Records/ U.S. Chart (Billboard) #20[5] R&B #20[7] UK # 23[6] Canada RPM #26
- "Iko Iko" b/w "Gee Baby Gee" (1965) Red Bird Records/ U.S. Chart (Billboard) #20
- "Gee The Moon Is Shining Bright" b/w "I'm Gonna Get You Yet" (1965) Red Bird Records/ U.S. Billboard #102[5]
- "Two-Way-Poc-A-Way" b/w "That's Where It's At" (1965) ABC-Paramount Records /Written by Harold Fedison
- "What Goes Up Must Come Down" b/w "I'm Not The Kind Of Girl (To Marry)" (1965) ABC-Paramount Records
- "A-B-C Song" b/w "That's What The Kids Said" (1965) ABC-Paramount Records
- "Love Ain't So Bad (After All)" b/w "Daddy Said No" (1966) ABC Records

### Álbumes de estudio
- Chapel of Love (1964) Red Bird Records/ Billboard 200 #112[8]
- Iko Iko (1965) Red Bird Records (álbum re-empaquetado y que es el mismo que el debut con una carátula distinta bajo el nombre de Iko Iko)[9]
- Riding High (1965) ABC-Paramount Records
- Doing It Our Way (2011) Iri Records

### Compilaciones
- Teen Anguish Volume One (1979) Charly Records
- The Best Of The Dixie Cups (1985) Back-Trac Records
- The Dixie Cups Meet The Shangri-Las (1986) Charly Records
- The Very Best Of The Dixie Cups: Chapel Of Love (1998) Collectables Records
- The Complete Red Bird Recordings (2002) Varèse Sarabande Records